# Варначёв, Евгений Андреевич
Евге́ний Андрее́вич Варначёв (31 декабря 1932, г. Свердловск, РСФСР, СССР — 16 января 2018, г. Москва, Россия) — советский машиностроитель и государственный деятель, генеральный директор ПО «Уралмаш» (1978—1985), министр строительного, дорожного и коммунального машиностроения СССР (1985—1989), первый заместитель председателя Комитета народного контроля СССР (1989—1990).
Депутат Совета Союза Верховного Совета СССР 10—11 созывов (1979—1989) от Свердловской области. Кандидат в члены ЦК КПСС (1986—1990).
Лауреат Государственной премии СССР (1983).

## Биография
Родился 31 декабря 1932 года в Свердловске.
В 1956 году окончил Уральский политехнический институт имени С.М. Кирова с присвоением квалификации «инженер-металлург».
С 1956 года — на Уральском заводе тяжёлого машиностроения (Уралмашзаводе).
В 1956—1969 годах — мастер, старший мастер, начальник смены, заместитель начальника сталефасонного цеха № 41.
В 1969—1973 годах — первый заместитель начальника планово-производственного управления.
В 1973—1975 годах — заместитель генерального директора по экономическим вопросам.
В 1975—1978 годах — главный инженер.
В 1978—1985 годах — генеральный директор производственного объединения «Уралмаш» (ПО «Уралмаш»).
Под его руководством были созданы оптимальные конструкции машин и оборудования и реализованы проекты, которые стали важными вехами на пути развития советского тяжёлого машиностроения: универсальный балочный стан для Нижнетагильского металлургического комбината (НТМК); оборудование цеха холодной прокатки жести для Карагандинского металлургического комбината; обжиговые машины ОК-520 для Костомукшского горно-обогатительного комбината; экскаваторы ЭКГ-5А и ЭШ 20.90; буровые установки для строительства кустов скважин, в том числе, буровая установка «3000 ЭУК», и буровые установки для бурения сверхглубоких скважин, в том числе, буровая установка «Уралмаш-15000» для разработки Кольской сверхглубокой скважины.
В результате его работы были осуществлены реконструкция и развитие предприятий ПО «Уралмаш», внедрение в производство достижений науки и техники, повышение качества выпускаемой продукции.
С его инициативой связано создание цеха по выпуску товаров народного потребления на ПО «Уралмаш», в том числе, малогабаритной стиральной машины «Малютка».
С его активной деятельностью связано строительство кварталов современных жилых домов, строительство нового Дворца культуры, открытие троллейбусной линии в микрорайоне Уралмаш в Свердловске. Будучи депутатом Совета Союза Верховного Совета СССР, добился принятия решения о строительстве в микрорайоне Уралмаш в Свердловске нового родильного дома № 14.
В 1985—1989 годах — министр строительного, дорожного и коммунального машиностроения СССР.
В 1989—1990 годах — первый заместитель председателя Комитета народного контроля СССР.
В 1991—2003 годах — председатель правления ассоциации «Строительная техника».
В 2003—2016 годах — президент ассоциации «Строительная техника».
Член КПСС с 1963 года. Кандидат в члены ЦК КПСС (1986—1990). Депутат Совета Союза Верховного Совета СССР 10—11 созывов от Свердловской области (1979—1989).
Скончался 16 января 2018 года в г. Москве. Похоронен на Троекуровском кладбище (участок 25а) рядом с супругой.

## Семья
- Супруга: Тамара Ивановна Варначёва (1939—2016).
- Дети: дочь Ольга Евгеньевна Веденеева (Варначёва) (род. 1968).

## Награды и премии
- Орден Дружбы (04.03.1996)
- Орден Октябрьской Революции (31.03.1981)
- Орден «Знак Почёта» (26.02.1974)
- Медаль «В ознаменование 100-летия со дня рождения Владимира Ильича Ленина»
- Государственная премия СССР (1983) — за создание и промышленное внедрение буровой установки БУ 3000 ЭУК для строительства кустов скважин, обеспечившей высокие темпы роста объёмов буровых работ и наращивание добычи нефти в Западной Сибири (с коллективом)
- Заслуженный машиностроитель РСФСР (23.12.1982)
- Знак отличия «За заслуги перед Свердловской областью» III степени (2017)

18 декабря 2009 года в Москве на торжественной встрече, посвящённой 130 годовщине со дня рождения И. В. Сталина, по решению Секретариата СКП-КПСС и Президиума ЦК КПРФ был в числе других деятелей СССР награждён медалью КПРФ «В ознаменование 130-летия со дня рождения И. В. Сталина».